# Pływanie na Letnich Igrzyskach Olimpijskich 1980
pływanie na Letnich Igrzyskach Olimpijskich 1980 w Moskwie rozgrywane było w dniach 20–27 lipca. W zawodach wzięło udział 333 pływaków, w tym 143 kobiety i 190 mężczyzn, z 41 krajów. Pierwszy medal dla Polski w pływaniu wywalczyła Agnieszka Czopek.

## Medaliści

### Mężczyźni
| Konkurencja                           | Złoto: | Czas     | Srebro: | Czas     | Brąz: | Czas     |
| 100 m stylem dowolnym (szczegóły)     | Jörg Woithe · NRD | 50,40    | Per Holmertz · Szwecja                                                                                              | 50,91    | Per Johansson · Szwecja                                                                                          | 51,29    |
| 200 m stylem dowolnym (szczegóły)     | Siergiej Koplakow · ZSRR                                                                                             | 1:49,81  | Andriej Kryłow · ZSRR                                                                                               | 1:50,76  | Graeme Brewer · Australia                                                                                        | 1:51,60  |
| 400 m stylem dowolnym (szczegóły)     | Władimir Salnikow · ZSRR                                                                                             | 3:51,31  | Andriej Kryłow · ZSRR                                                                                               | 3:53,24  | Iwar Stukołkin · ZSRR                                                                                            | 3:53,95  |
| 1500 m stylem dowolnym (szczegóły)    | Władimir Salnikow · ZSRR                                                                                             | 14:58,27 | Aleksandr Czajew · ZSRR                                                                                             | 15:14,30 | Max Metzker · Australia                                                                                          | 15:14,49 |
| 100 m stylem grzbietowym (szczegóły)  | Bengt Baron · Szwecja                                                                                                | 56,53    | Wiktor Kuzniecow · ZSRR                                                                                             | 56,99    | Władimir Dołgow · ZSRR                                                                                           | 57,63    |
| 200 m stylem grzbietowym (szczegóły)  | Sándor Wladár · Węgry                                                                                                | 2:01,93  | Zoltán Verrasztó · Węgry                                                                                            | 2:02,40  | Mark Kerry · Australia                                                                                           | 2:03,14  |
| 100 m stylem klasycznym (szczegóły)   | Duncan Goodhew · Wielka Brytania                                                                                     | 1:03,34  | Arsens Miskarovs · ZSRR                                                                                             | 1:03,82  | Peter Evans · Australia                                                                                          | 1:03,96  |
| 200 m stylem klasycznym (szczegóły)   | Robertas Žulpa · ZSRR                                                                                                | 2:15,85  | Albán Vermes · Węgry                                                                                                | 2:16,93  | Arsens Miskarovs · ZSRR                                                                                          | 2:17,28  |
| 100 m stylem motylkowym (szczegóły)   | Pär Arvidsson · Szwecja                                                                                              | 54,92    | Roger Pyttel · NRD                                                                                                  | 54,94    | David López-Zubero · Hiszpania                                                                                   | 55,13    |
| 200 m stylem motylkowym (szczegóły)   | Serhij Fesenko Sr. · ZSRR                                                                                            | 1:59,76  | Phil Hubble · Wielka Brytania                                                                                       | 2:01,20  | Roger Pyttel · NRD                                                                                               | 2:01,39  |
| 400 m stylem zmiennym (szczegóły)     | Ołeksandr Sydorenko · ZSRR                                                                                           | 4:22,89  | Serhij Fesenko Sr. · ZSRR                                                                                           | 4:23,43  | Zoltán Verrasztó · Węgry                                                                                         | 4:24,24  |
| 4 × 200 m stylem dowolnym (szczegóły) | ZSRR Siergiej Koplakow (1:50,00) · Władimir Salnikow (1:51,09) · Iwar Stukołkin (1:52,04) · Andriej Kryłow (1:50,37) | 7:23,50  | NRD Frank Pfülze (1:52,96) · Jörg Woithe (1:51,78) · Detlev Grabs (1:52,24) · Rainer Strohbach (1:51,62)            | 7:28,60  | Brazylia Jorge Fernandes (1:52,61) · Marcus Mattioli (1:52,94) · Cyro Marques (1:52,35) · Djan Madruga (1:51,40) | 7:29,30  |
| 4 × 100 m stylem zmiennym (szczegóły) | Australia Mark Kerry (57,89) · Peter Evans (1:03,01) · Mark Tonelli (54,94) · Neil Brooks (49,86)                    | 3:45,70  | ZSRR Wiktor Kuzniecow (56,81) · Arsens Miskarovs (1:03,64) · Jewgienij Sieredin (54,58) · Siergiej Koplakow (50,89) | 3:45,92  | Wielka Brytania Gary Abraham (57,72) · Duncan Goodhew (1:03,73) · David Lowe (55,57) · Martin Smith (50,69)      | 3:47,71  |

### Kobiety
| Konkurencja                           | Złoto: | Czas    | Srebro: | Czas    | Brąz: | Czas    |
| 100 m stylem dowolnym (szczegóły)     | Barbara Krause · NRD                                                                                       | 54,79   | Caren Metschuck · NRD                                                                                            | 55,16   | Ines Diers · NRD | 55,65   |
| 200 m stylem dowolnym (szczegóły)     | Barbara Krause · NRD                                                                                       | 1:58,33 | Ines Diers · NRD                                                                                                 | 1:59,64 | Carmela Schmidt · NRD | 2:01,44 |
| 400 m stylem dowolnym (szczegóły)     | Ines Diers · NRD                                                                                           | 4:08,76 | Petra Schneider · NRD                                                                                            | 4:09,16 | Carmela Schmidt · NRD | 4:10,86 |
| 800 m stylem dowolnym (szczegóły)     | Michelle Ford · Australia                                                                                  | 8:29,90 | Ines Diers · NRD                                                                                                 | 8:32,55 | Heike Dähne · NRD | 8:33,48 |
| 100 m stylem grzbietowym (szczegóły)  | Rica Reinisch · NRD                                                                                        | 1:00,86 | Ina Kleber · NRD                                                                                                 | 1:02,07 | Petra Riedel · NRD | 1:02,64 |
| 200 m stylem grzbietowym (szczegóły)  | Rica Reinisch · NRD                                                                                        | 2:11,77 | Cornelia Polit · NRD                                                                                             | 2:13,75 | Birgit Treiber · NRD | 2:14,14 |
| 100 m stylem klasycznym (szczegóły)   | Ute Geweniger · NRD                                                                                        | 1:10,22 | Elwira Wasilkowa · ZSRR                                                                                          | 1:10,41 | Susanne Nielsson · Dania                                                                                                 | 1:11,16 |
| 200 m stylem klasycznym (szczegóły)   | Lina Kačiušytė · ZSRR                                                                                      | 2:29,54 | Swietłana Warganowa · ZSRR                                                                                       | 2:29,61 | Julija Bogdanowa · ZSRR                                                                                                  | 2:32,39 |
| 100 m stylem motylkowym (szczegóły)   | Caren Metschuck · NRD                                                                                      | 1:00,42 | Andrea Pollack · NRD                                                                                             | 1:00,90 | Christiane Knacke · NRD                                                                                                  | 1:01,44 |
| 200 m stylem motylkowym (szczegóły)   | Ines Geißler · NRD                                                                                         | 2:10,44 | Sybille Schönrock · NRD                                                                                          | 2:10,45 | Michelle Ford · Australia                                                                                                | 2:11,66 |
| 400 m stylem zmiennym (szczegóły)     | Petra Schneider · NRD                                                                                      | 4:36,29 | Sharron Davies · Wielka Brytania                                                                                 | 4:46,83 | Agnieszka Czopek Polska                                                                                                  | 4:48,17 |
| 4 × 100 m stylem dowolnym (szczegóły) | NRD Barbara Krause (54,90) · Caren Metschuck (55,61) · Ines Diers (55,90) · Sarina Hülsenbeck (56,30)      | 3:42,71 | Szwecja Carina Ljungdahl (57,61) · Tina Gustafsson (56,82) · Agneta Mårtensson (57,93) · Agneta Eriksson (56,57) | 3:48,93 | Holandia Conny van Bentum (57,50) · Wilma van Velsen (57,38) · Reggie de Jong (57,17) · Annelies Maas (57,46)            | 3:49,51 |
| 4 × 100 m stylem zmiennym (szczegóły) | NRD Rica Reinisch (1:01,51) · Ute Geweniger (1:09,46) · Andrea Pollack (1:00,14) · Caren Metschuck (55,56) | 4:06,67 | Wielka Brytania Helen Jameson (1:04,60) · Margaret Kelly (1:09,95) · Ann Osgerby (1:01,77) · June Croft (55,92)  | 4:12,24 | ZSRR Jelena Krugłowa (1:04,60) · Elwira Wasilkowa (1:10,10) · Ałła Griszczenkowa (1:02,72) · Natalja Strunnikowa (56,19) | 4:13,61 |

## Klasyfikacja medalowa
| Lp. | Państwo         |    |    |   | Razem |
| --- | --------------- | -- | -- | - | ----- |
| 1.  | NRD             | 12 | 10 | 8 | 30    |
| 2.  | ZSRR            | 8  | 9  | 5 | 22    |
| 3.  | Australia       | 2  | 0  | 5 | 7     |
| 4.  | Szwecja         | 2  | 3  | 0 | 5     |
| 5.  | Wielka Brytania | 1  | 3  | 1 | 5     |
| 6.  | Węgry           | 1  | 2  | 1 | 4     |
| 7.  | Brazylia        | 0  | 0  | 1 | 1     |
| 7.  | Dania           | 0  | 0  | 1 | 1     |
| 7.  | Hiszpania       | 0  | 0  | 1 | 1     |
| 7.  | Holandia        | 0  | 0  | 1 | 1     |
| 7.  | Polska          | 0  | 0  | 1 | 1     |